# 南大門町 (今治市)
南大門町（みなみだいもんちょう）は、愛媛県今治市の町名。現行行政地名は南大門町一丁目から南大門町四丁目であり、同町の校区は四丁目が別宮、他の丁目は全て吹揚である。郵便番号は794-0027。

## 人口と世帯
2016年（平成28年）2月の南大門町の各丁別の日本人の世帯数と人口数は以下の通りである。
- 一丁目は世帯数が62世帯。人口が男57人、女52人、計109人。
- 二丁目は世帯数が15世帯。人口が男11人、女19人、計30人。
- 三丁目は世帯数が151世帯。人口が男119人、女155人、計274人。
- 四丁目は世帯数が143世帯。人口が男106人、女141人、計247人。

南大門町全体での日本人の世帯数の合計は371世帯、人口数の合計は男293人、女367人、合計で660人となっている。

## 地理
南大門町はJR今治駅の東口側から北東に少し向かった先に存在する町名である。同町の周辺の町名とでは西に北宝来町、南に南宝来町や旭町、北に別宮町とそれぞれ接している。

## 交通

### バス
- 今治駅(北宝来町)から一般路線バスの瀬戸内運輸の今治営業所や瀬戸内海交通の一部の路線が南大門町内を通っている。

### 道路
- 南大門町の北側に愛媛県道38号今治波方港線が、南側に愛媛県道157号今治停車場線がそれぞれ通っている。

### 鉄道
- JR四国予讃線の今治駅（北宝来町）へは同町から南西方向へ愛媛県道157号などに沿いながら進むと近い。

## 施設
- 今治市立今治小学校
- ハローワークプラザ今治
- 四国ガス本店
- 大同自動車
- 西染工
- 麺屋武吉（レストラン）
- ふく鳥（レストラン）
- そば元（レストラン）
- 今治十全医院
- 越智歯科医院
- 鈴木耳鼻咽喉科